# 厄兰格 (肯塔基州)
厄兰格（英語：Erlanger），是美国肯塔基州肯顿县的一座城市。建立于1897年，面积约为22平方公里（8.5平方英里）。根据2010年美国人口普查，该市的人口为18,082人。该市属于大辛辛那提都会区（俄亥俄-北肯塔基）的一部分。